# Потпоручник
Потпоручник је у Војсци Србије и у армијама већине земаља официрски чин за старешине на почетним официрским дужностима, првенствено командире водова. У Војсци Србије у чин потпоручника производе се свршени питомци војних академија, свршени студенти одговарајућих цивилних факултета, као и подофицири који ванредно заврше војну академију, односно стекну одговарајућу високу стручну спрему. У чину потпоручника проводи се од једне до три године, зависно од дужине трајања школовања, односно степена стручне спреме.
Потпоручнички чин се први пут појавио у француској војсци у XVII веку. У српској војсци уведен је 1808. године, а постојао је и у југословенској војсци. Током Народноослободилачког рата у НОВ и ПОЈ уведен је 1. маја 1943. године и до 1952. у ЈНА представљао је други по реду официрски чин, после чина заставника.

## Галерија
- Потпоручник
Војске Кр. Србије
(1886—1918)
- Потпоручник
Војске Кр. СХС и
Војске Кр. Југославије
(1918—1945)
- Потпоручник
НОВЈ и ЈА
(1943—1947)
- Потпоручник
ЈА
(1947—1951)
- Потпоручник
ЈНА
(1951—1982)
- Потпоручник
ЈНА, ВЈ и ВСЦГ
(1982—2006)

- Потпоручник
 милиције ФНРЈ
(1946—1953)
- Потпоручник
полиције Србије
(1992—2002)

| Друге државе |
| --- |
| - Еполета потпоручника Оружаних снага Руске Федерације - Еполета потпоручника Оружаних снага Украјине - Еполета потпоручника Војске Црне Горе - Еполета потпоручника Армије Северне Македоније |